# Нанаева, Мария Токтогуловна
Мария Токтогуловна Нанаева (кирг. Мария Токтогуловна Нанаева; 22 ноября 1927, с. Арал, Сырдарьинская губерния, Киргизская АССР, РСФСР (впоследствии Таласская область, Кыргызстан) — 26 июня 2020, Бишкек, Кыргызстан) — советский и киргизский фармаколог, действительный член (академик) Национальной академии наук Кыргызской республики.

## Образование и карьера
В 1949 году с отличием окончила Киргизский государственный медицинский институт. В 1952 году досрочно защитила кандидатскую диссертацию, окончив аспирантуру 2-го Московского государственного медицинского института им. Н. И. Пирогова.
С 1954 года — на преподавательской работе в Киргизском государственном медицинском институте. В период с 1955 по 1960 год она работала ассистентом, затем доцентом, а с 1961 по 1997 гг. — заведующей кафедрой фармакологии.
Подготовила значительное число врачей, работающих в Кыргызстане.
В 1974 г. защитила докторскую диссертацию по теме высокогорной фармакологии. В работе было показано, что в условиях разных высот лекарственные средства кардиоваскулярной группы проявляют свою фармакологическую активность иначе, чем в условиях низкогорья. Выступила создателем киргизской научной школы высокогорной фармакологии.
Под её научным руководством защищены 12 кандидатских диссертаций, автор 5 монографий и учебных пособий, более 80 учебно-методических рекомендаций.
Она трижды избиралась депутатом Фрунзенского городского совета депутатов.
Мария Нанаева умерла в 2020 году на 93 году жизни.

## Научные труды
Марией Нанаевой опубликовано более 200 научных работ, в том числе 5 монографии, более 80 учебно-методических рекомендаций, 9 изобретений, 15 учебников и учебных пособий, более 80 учебно-методических рекомендаций.
Основные научные труды:
1. Основы клинической фармакологии в отоларингологии. Фрунзе, 1992.
2. Взаимодействие лекарственных средств. Фрунзе, 1992.
3. Средства, влияющие на центральную нервную систему (уч.-мет. рек.) Бишкек, 1998.
4. Средства, влияющие на процессы тканевого обмена и функции исполнительных органов, (уч.-мет. рек.). Бишкек, 1998.
5. Противовоспалительные, противоаллергические, иммунотропные средства. Химио-терапевтические средства. Бишкек, 1999.

## Семья
Муж (с 1954 года) Каип Оторбаевич — доктор географических наук, академик Академии наук Киргизской ССР
Дети:
- Сын — Джоомарт Каипович Оторбаев — киргизский политический деятель, премьер-министр Кыргызстана с 25 марта 2014 года по 24 апреля 2015 года.
- Сын — Чагатай Оторбаев[2] — доцент кафедры патологической физиологии Медакадемии

## Награды, звания и номинации
Награждена орденом «Знак Почета».
Заслуженный врач Кыргызской ССР, Заслуженный деятель науки Кыргызской Республики, почётный академик НАН Кыргызской Республики.
Награждалась Почетными грамотами Президиума Верховного Совета Киргизской ССР и президента Кыргызской Республики.
Мария Нанаева является почетным гражданином г. Бишкек.

## Память
В 2007 году имя Марии Нанаевой было присвоено кафедре базисной и клинической фармакологии Киргизской государственной медицинской академии имени И. К. Ахунбаева (КГМА).